# António Vieira dos Santos
António Vieira dos Santos (Porto, 12 de dezembro de 1784 – Morretes, 4 de julho de 1854) foi funcionário público, empresário, político e historiador português, naturalizado brasileiro. Vieira dos Santos é considerado o “Pai da História Paranaense” .

## Historia
Nasceu na cidade portuguesa do Porto, no dia 12 de dezembro de 1784. Filho de Jerónimo Vieira dos Santos e d. Ana Joaquina dos Santos, ainda na infância perdeu sua mãe e, em 1797, aos treze anos de idade, tomou um navio rumo ao Brasil, ainda colônia de Portugal, na companhia de um irmão.
Aportou em terras brasileiras, mais precisamente na cidade do Rio de Janeiro, e por alguns meses trabalhou no comércio carioca, embarcando em 1798 para a cidade litorânea de Paranaguá. Nesta cidade, exerceu a função de caixeiro de loja comercial e assim viajou pelas principais cidades da então província de São Paulo (neste período o Paraná não existia como província e sim sob o domínio político da província paulista), chegando a viajar para o nordeste brasileiro na intenção de vender os seus produtos.
Paralelamente à atividade comercial, exerceu inúmeras funções públicas para a câmara de vereadores da cidade, como almotacé, tesoureiro, alferes, procurador, secretário de juntas, entre outras funções. Sua atividade pública era tão intensa que se transformou em camarista (vereador) do município por alguns anos e muito trabalhou pela causa da emancipação da comarca (fato este que só aconteceria em 1853).
Em 1825 estabeleceu-se na cidade de Morretes e abriu uma beneficiadora de erva-mate. Na noite de 20 de maio de 1843, Vieira dos Santos foi vítima de um atentado, que teve como seqüela a cegueira do olho direito.
Homem de cultura aguçada, apreciava o teatro e a leitura, sendo que mesmo longe da sua terra natal recebia regularmente jornais e livros de Lisboa. Este apreço pela literatura fez com que Antonio se interessasse pela história das terras em que vivia. Como tinha total abertura aos parcos arquivos e documentos produzidos na época, passou a pesquisar e a editar livros que são considerados, na atualidade, de valor histórico/cultural, sendo Vieira dos Santos considerado o "Pai da História Paranaense". 

## Obras
Entre seus livros podemos destacar:
- Memória Histórica da cidade de Paranaguá e seu município é um livro de 1850. Nesta obra, Vieira dos Santos discorre sobre aspectos locais da primeira cidade paranaense, com informações sobre o ciclo do ouro, sobre as minas, um capítulo inteiro sobre a aves que habitavam a região, além de fauna, flora, costumes, algumas construções, a imigração e vários outros assuntos. O detalhamento e descrição da cidade de Paranaguá, neste livro, faz com que o mesmo seja, na atualidade, uma importante fonte de informação histórica para todo o estado do Paraná[6].

- Memória Histórica, Cronológica, Topográfica e Descritiva da Vila de Morretes e de Porto Real, vulgarmente Porto de Cima é um livro de 1851, sendo este um dos primeiros livros com descrições da cidade de Morretes, litoral paranaense, e do distrito de Porto Real, tornando-se um documento importante para a história do Paraná[7][8][9].
- "Àrvore Genealógica da Famílias Freire e França" (1852).